# Irish People's Liberation Organisation
L'Irish People's Liberation Organisation (IPLO, en català Organització per a l'alliberament del poble irlandès), és un grup paramilitar republicà nord-irlandès actiu de 1986 a 1992. L'organització està inclosa a la llista d'organitzacions considerades com a terroristes per part del Regne Unit El Republican Socialist Collective és la seva branca política. Durant la seva curta existència, l'IPLO fou responsable de 24 morts i perdé 9 dels seus membres.
Procedent d'una escissió de l'Irish National Liberation Army, el seu objectiu durant el conflicte nord-irlandès seran els membres d'aquesta última com els lleialistes. Sospitosa de dedicar-se al narcotràfic, l'organització és desmantellada per l'IRA Provisional en 1992.